# Villemer (Sena i Marne)
Villemer és un municipi francès, situat al departament de Sena i Marne i a la regió de Illa de França. L'any 2007 tenia 652 habitants.
Forma part del cantó de Nemours, del districte de Fontainebleau i de la Comunitat de comunes Moret Seine et Loing.

## Demografia

### Població
El 2007 la població de fet de Villemer era de 652 persones. Hi havia 260 famílies, de les quals 64 eren unipersonals (24 homes vivint sols i 40 dones vivint soles), 92 parelles sense fills, 96 parelles amb fills i 8 famílies monoparentals amb fills.
La població ha evolucionat segons el següent gràfic:
Habitants censats

### Habitatges
El 2007 hi havia 313 habitatges, 260 eren l'habitatge principal de la família, 28 eren segones residències i 24 estaven desocupats. 291 eren cases i 19 eren apartaments. Dels 260 habitatges principals, 225 estaven ocupats pels seus propietaris, 28 estaven llogats i ocupats pels llogaters i 7 estaven cedits a títol gratuït; 3 tenien una cambra, 14 en tenien dues, 42 en tenien tres, 59 en tenien quatre i 142 en tenien cinc o més. 208 habitatges disposaven pel capbaix d'una plaça de pàrquing. A 95 habitatges hi havia un automòbil i a 149 n'hi havia dos o més.

### Piràmide de població
La piràmide de població per edats i sexe el 2009 era:
| Homes | Edats   | Dones |
| ----- | ------- | ----- |
| 0     | 95 o +  | 4     |
| 0     | 90 a 94 | 0     |
| 4     | 85 a 89 | 0     |
| 0     | 80 a 84 | 0     |
| 24    | 75 a 79 | 20    |
| 12    | 70 a 74 | 20    |
| 12    | 65 a 69 | 20    |
| 8     | 60 a 64 | 4     |
| 20    | 55 a 59 | 16    |
| 44    | 50 a 54 | 44    |
| 32    | 45 a 49 | 32    |
| 32    | 40 a 44 | 16    |
| 8     | 35 a 39 | 16    |
| 16    | 30 a 34 | 16    |
| 20    | 25 a 29 | 8     |
| 12    | 20 a 24 | 16    |
| 28    | 15 a 19 | 28    |
| 28    | 10 a 14 | 24    |
| 12    | 5 a 9   | 16    |
| 0     | 0 a 4   | 16    |

## Economia
El 2007 la població en edat de treballar era de 440 persones, 342 eren actives i 98 eren inactives. De les 342 persones actives 312 estaven ocupades (164 homes i 148 dones) i 30 estaven aturades (14 homes i 16 dones). De les 98 persones inactives 37 estaven jubilades, 33 estaven estudiant i 28 estaven classificades com a «altres inactius».

### Ingressos
El 2009 a Villemer hi havia 260 unitats fiscals que integraven 662 persones, la mediana anual d'ingressos fiscals per persona era de 22.415 €.

### Activitats econòmiques
Dels 23 establiments que hi havia el 2007, 3 eren d'empreses de fabricació d'altres productes industrials, 1 d'una empresa de construcció, 7 d'empreses de comerç i reparació d'automòbils, 2 d'empreses d'hostatgeria i restauració, 1 d'una empresa d'informació i comunicació, 1 d'una empresa immobiliària, 5 d'empreses de serveis, 2 d'entitats de l'administració pública i 1 d'una empresa classificada com a «altres activitats de serveis».
Dels 4 establiments de servei als particulars que hi havia el 2009, 1 era un paleta, 1 guixaire pintor, 1 agència immobiliària i 1 saló de bellesa.
L'únic establiment comercial que hi havia el 2009 era una botiga d'electrodomèstics.
L'any 2000 a Villemer hi havia 11 explotacions agrícoles.

## Equipaments sanitaris i escolars
El 2009 hi havia una escola elemental integrada dins d'un grup escolar amb les comunes properes formant una escola dispersa.

## Poblacions més properes
El següent diagrama mostra les poblacions més properes.